# ريتشارد هودسون (لاعب كريكت)
ريتشارد هودسون (9 مارس 1845 - 1 نوفمبر 1931) (بالإنجليزية: Richard Hodgson)‏ هو لاعب كريكت بريطاني.